# Ekstremozym
Et ekstremozym er et enzym, der er virksomt under ekstreme betingelser, der ville ødelægge (denaturere) andre enzymer. Ekstremozymer findes i naturligt forekommende ekstremofile organismer, og fremstilles bioteknologisk i stor skala ved kloning over i mesofile organismer, der lettere kan dyrkes ved normale betingelser.
Ekstremozymer repræsenterer efter forskeres mening nye hjørnesten i udviklingen af nye farmaka og miljøvenlige, effektive og vedvarende industrielle teknikker.[kilde mangler]

## Ekstreme betingelser
De ekstreme betingelser, hvorunder ekstremozymer virker, kan være
- meget høje eller lave pH-værdier
- meget høje eller lave temperaturer
- høj salinitet
- høj giftstofkoncentration
- høj metankoncentration
- højt hydrostatisk tryk
- høje doser af ioniserende stråling
- næringsfattige miljøer
- meget tørre miljøer
- meget lavt tryk

## Eksempler på ekstremozymer
Termostabile DNA-Polymeraser som 
- Taq-Polymerase fra den termofile gramnegative bakterie Thermus aquaticus, der bl.a. lever i varme kilder og gejsere i Yellowstone National Park.

- Pfu-Polymerase fra den hypertermofile arkæ Pyrococcus furiosus, der bl.a. lever i undersøiske hydrotermiske væld og i vulkansk mudder.

Disse polymeraser finder anvendelse i PCR, dvs polymerase kædereaktion, i genteknologien.
- Acid Stable Protease fra Aspergillus niger, et syrestabilt proteinnedbrydende enzym, der anvendes i vaskemidler som pletfjerner. Desuden finder dette enzym også anvendelse i kosmetik og i fødevareindustrien.

## Eksterne links og referencer
- Kuldeaktive enzymer. ISSUU 2018 Arkiveret 25. september 2020 hos  Wayback Machine
- Cold and Hot Extremozymes: Industrial Relevance and Current Trends. Frontiers 2015